# Geschützter Landschaftsbestandteil Feldgehölz südwestlich Madfeld
Der Geschützte Landschaftsbestandteil Feldgehölz südwestlich Madfeld mit einer Flächengröße von 0,39 ha liegt südwestlich von Madfeld im Stadtgebiet von Marsberg. Das Gebiet wurde 2001 mit dem Landschaftsplan Hoppecketal durch den Kreistag des Hochsauerlandkreises als Geschützter Landschaftsbestandteil (LB) ausgewiesen. Der LB liegt nahe am dortigen Steinbruch von Rheinkalk.

## Beschreibung
Der Landschaftsplan führt zum LB aus: „Das Objekt ist Teil eines ökologisch wertvollen Hecken-Grünland-Komplexes, der allerdings teilweise im Gebietsentwicklungsplan als Bereich für die oberirdische Gewinnung von Bodenschätzen dargestellt ist und insofern hier nicht angemessen geschützt werden kann. Der LB besteht aus einem relativ lichten Buchenaltholz mit Stammdurchmessern bis zu 50 cm und – begünstigt durch die Licht- und Bodenverhältnisse – einer gut entwickelten Krautschicht.“

## Schutzzweck
Der Landschaftsplan dokumentiert zum Schutzzweck:
„Als geschützte Landschaftsbestandteile werden Teile von Natur und Landschaft festgesetzt, soweit ihr besonderer Schutz
a) zur Sicherstellung der Leistungsfähigkeit des Naturhaushaltes,
b) zur Belebung, Gliederung oder Pflege des Orts- und Landschaftsbildes oder
c) zur Abwehr schädlicher Einwirkungen
erforderlich ist. Der Schutz kann sich in bestimmten Gebieten auf den gesamten Bestand an Bäumen, Hecken oder anderen Landschaftsbestandteilen erstrecken.“
Zu Verboten ist im Landschaftsplan aufgeführt:
„Nach § 34 Abs. 4 LG ist die Beseitigung eines geschützten Landschaftsbestandteils sowie alle Handlungen, die zu einer Zerstörung, Beschädigung oder Veränderung des geschützten Landschaftsbestandteils führen können, verboten.“
Mit dem Landschaftsplan wurde das Gebot erlassen:
„Die Geschützten Landschaftsbestandteile sind durch geeignete Pflegemaßnahmen zu erhalten, solange der dafür erforderliche Aufwand in Abwägung mit ihrer jeweiligen Bedeutung für Natur und Landschaft gerechtfertigt ist.“